# Liu Zhaowu
Liu Zhaowu, född 12 oktober 1988, är en kinesisk bågskytt. Han deltog vid olympiska sommarspelen 2012.